# Tribuna

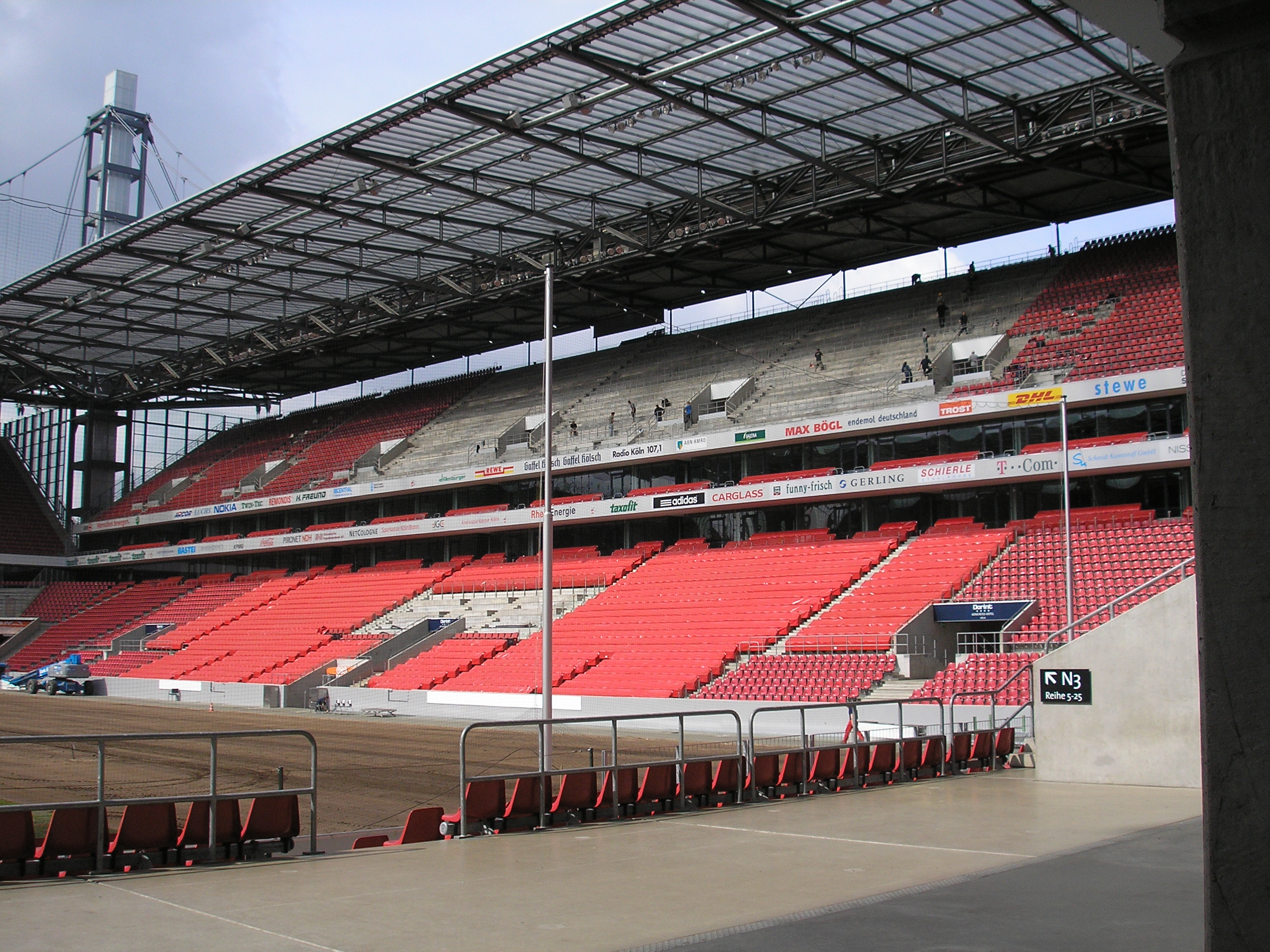
Tribunas do estádio RheinEnergieStadion

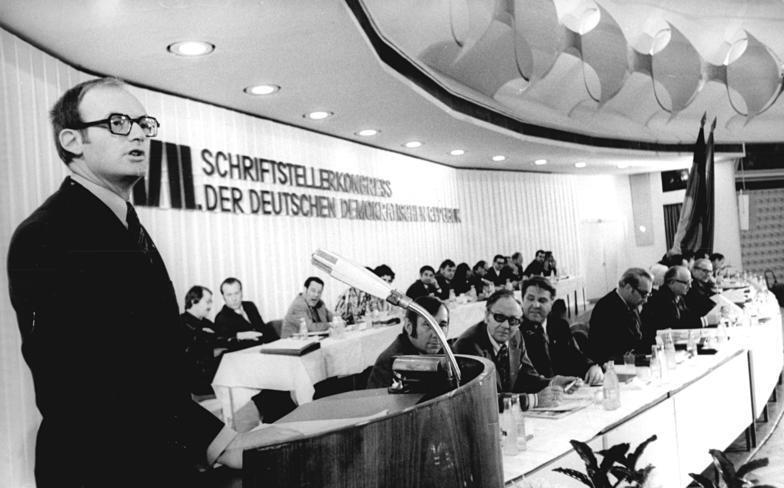
Tribuna com líderes durante a abertura do VIIº congresso de escritores da Alemanha Oriental (1973). No palanque: escritor Hermann Kant

Tribuna é um elemento arquitectónico que pode conter diversos sentidos.

## Significados

### Igreja
Na igreja a tribuna é constituído por sacadas que se abrem do segundo piso para o interior da nave de uma igreja e serviam para que personalidades ilustres assistissem ao culto sem entrar em contato com a plebe. O lugar elevado de onde falam os oradores, também é chamado de púlpito.

### Estádios
Em estádios a tribuna (também conhecida como arquibancada) é uma plataforma em forma de escadas para possibilitar uma visão melhor dos espectadores para o espetáculo de esporte.

### Apresentações
Tribuna, desde a Antiguidade, é também uma plataforma elevada, geralmente com assentos reservados, de onde assistem pessoas com maiores responsabilidades o espetáculo e falam os oradores em debates parlamentares, cerimónias, conferências etc.. Neste sentido o termo palanque designa o lugar destacado e reservado, geralmente um pouco acima do nível dos demais espectadores, de onde um ou mais palestrantes se apresentam.